# Dysdera lubrica
Dysdera lubrica là một loài nhện trong họ Dysderidae.
Loài này thuộc chi Dysdera. Dysdera lubrica được Eugène Simon miêu tả năm 1907.